# Syväjärvi (sjö i Enontekis, Lappland)
Syväjärvi är en sjö i kommunen Enontekis i landskapet Lappland i Finland. Sjön ligger 414,2 meter över havet. Arean är 1,13 kvadratkilometer och strandlinjen är 7 kilometer lång. Sjön  ingår i Torne älvs huvudavrinningsområde.   Den ligger omkring 270 kilometer nordväst om Rovaniemi och omkring 940 kilometer norr om Helsingfors. 
Öster om Syväjärvi ligger Matalajärvi. 